# 233. Panzer-Division (Wehrmacht)
Die 233. Panzer-Division war ein Großverband des Heeres der deutschen Wehrmacht im Zweiten Weltkrieg.

## Divisionsgeschichte
Einsatzgebiete:
- Deutschland: April bis August 1943
- Dänemark: April bis Mai 1945

Die 233. Panzer-Division (PD) wurde in Frankfurt (Oder) im April 1943 bei der Auflösung der Schnellen Truppen und der umbenannten 233. Panzergrenadier-Division aufgestellt und sollte als motorisierte Reserve-Division dienen. Im August 1943 erfolgte eine weitere Umbenennung in 233. Reserve PD. Im April 1945 wurde die Einheit nach Dänemark verlegt und sollte für den Kriegseinsatz reaktiviert und der 45. Panzer-Division „Clausewitz“ unterstellt werden. Die 233. PD war in keinen größere Gefechtshandlungen verwickelt.

## Personen
| Dienstzeit                   | Dienstgrad      | Name           |
| ---------------------------- | --------------- | -------------- |
| 5. April bis 7. August 1943  | Generalleutnant | Heinrich Wosch |
| 8. August bis 6. Juni 1944   | Generalleutnant | Kurt Cuno      |
| 7. Juni 1944 bis 8. Mai 1945 | Generalleutnant | Max Fremerey   |

## Gliederung
| 1943                               | 1945                             |
| Panzer-Ersatz-Abteilung 5          | Panzergrenadier-Regiment 42      |
| Panzergrenadier-Ersatz-Regiment 83 | Panzergrenadier-Regiment 50      |
| Grenadier-Ersatz-Regiment 3 (mot.) | Panzergrenadier-Regiment 83      |
| Panzerjäger-Ersatz-Abteilung 3     | Panzerjäger-Abteilung 1033       |
| Kradschützen-Ersatz-Bataillon 3    | Panzeraufklärungs-Abteilung 233  |
| Kradschützen-Ersatz-Bataillon 4    | —                                |
| Artillerie-Ersatz-Abteilung 59     | Artillerie-Regiment 1233         |
| Pionier-Ersatz-Bataillon 208       | Panzer-Pionier-Bataillon 1233    |
| —                                  | Panzer-Nachrichten-Kompanie 1233 |
| —                                  | Versorgungs-Abteilung 1233       |